# Tereszewo
Tereszewo – wieś w Polsce położona w województwie warmińsko-mazurskim, w powiecie nowomiejskim, w gminie Kurzętnik.
W latach 1975–1998 miejscowość administracyjnie należała do województwa toruńskiego.
We wsi znajduje się ośrodek wypoczynkowy z jeziorem Wielkie Partęczyny.
We wsi znajduje się kościół św. Antoniego Padewskiego.

## Urodzeni w Tereszewie
- Brunon Błędzki - kapitan piechoty Wojska Polskiego, czołgista, ofiara zbrodni katyńskiej.